# Eugoides kolbei
Eugoides kolbei är en skalbaggsart som beskrevs av Schmidt 1922. Eugoides kolbei ingår i släktet Eugoides och familjen långhorningar. Inga underarter finns listade i Catalogue of Life.